# Batalla del Golfo San Lorenzo
La Batalla de St. Lawrence fue una serie de combates en el Golfo de San Lorenzo (Gulf Saint Lawrence, en inglés) y en el río del mismo nombre. Consistieron en acciones de superficie y antisubmarinas llevadas a cabo por fuerzas navales canadienses y estadounidenses, en respuesta a la actividad de los submarinos (U-Boot) alemanes, en distintos periodos de la Segunda Guerra Mundial. 

## Contexto
Las acciones de los submarinos alemanes en el Golfo de San Lorenzo se llevaron a cabo en los siguientes periodos:
- Mayo-octubre de 1942
- Septiembre de 1943
- Octubre-noviembre de 1944

El Golfo de San Lorenzo es salida de los Grandes Lagos de América del Norte, a través del río San Lorenzo hacia el Océano Atlántico. Es un mar semicerrado, con una superficie de 226.000 km 2 (87.000 millas cuadradas) y una profundidad promedio de 159 metros. Allí, entre 1942 y 1944, un total de 23 buques aliados fueron hundidos por los submarinos alemanes, siendo la primera vez que naves enemigas atacaban buques canadienses desde la Guerra de 1812. Dichas acciones formaron parte de la denominada Batalla del Atlántico.

## Desarrollo de las acciones
La Kriegsmarine (Armada Alemana), a través de su arma submarina, realizó ataques mayormente oportunistas contra convoyes escoltados por las naves canadienses, desde los puertos de Gaspé, en Quebec, y de Halifax y Sídney, en Nova Socotia. Los convoyes tenían como destinos posibles Gran Bretaña, la Unión Soviética y el norte de África. La Armada Real Canadiense (Royal Canadian Navy, o RCN) solo tenía en 1942 unos pocos buques destacados para protección de los mismos, incluyendo cuatro buques de guerra, 1 minador y otras embarcaciones menores y, luego de los primeros ataques alemanes en mayo de 1942, cinco fragatas clase Flower. 
Las primeras acciones de combate en aguas canadienses fueron realizadas por el submarino U-553 (cap. Karl Thurmann), dando por resultado los días 11 y 12 de mayo de 1942 las primeras dos embarcaciones canadienses hundidas. El U-553 y otros submarinos habían participado, desde el mes de enero de 1942, en la Operación Drumbeat (ofensiva en la costa este de Estados Unidos, con 48 buques hundidos en diversas locaciones). Sin embargo, en mayo las operaciones se volcaron sobre la costa canadiense. El 6 de julio, el U-132 (cap. Ernst Vogelsang) lograría hundir dos buques británicos y uno griego (pertenecientes al convoy QS-15), finalmente huyendo tras ser contraatacado con cargas de profundidad. Tras unos meses, en septiembre de 1942, el U-517 lograría otras diez victorias (entre ellas, la corbeta clase Flower HMCS Charlottetown), teniendo que retirarse tras ser atacado por el arma aérea canadiense. Otros ataques, mayormente exitosos, se sucedieron a fines de 1942; sin embargo, a partir del involucramiento de mayor cantidad de buques estadounidenses en la Batalla del Atlántico, la Kriegsmarine tomaba la decisión de desviar los U-boat hacia las principales rutas de convoyes en el Océano Atlántico, a fin de interceptar el tráfico marítimo aliado. Recién al año siguiente (1943) y en 1944, regresarían los U-boat a aguas canadienses, aunque con menor cantidad de recursos, e intentando otro tipo de operaciones.